# Фаэррон, Фернан
Ферна́н Хосе́ Фаэрро́н Триста́н (исп. Fernán José Faerrón Tristán; 22 августа 2000, Картаго) — коста-риканский футболист, защитник клуба «Эредиано» и сборной Коста-Рики.

## Карьера
В шестнадцатилетнем возрасте оказался в заявке клуба Примеры «Белен», однако на поле в его составе не выходил, довольствуясь лишь попаданием на скамейку запасных Через год Фаэррон проходил сборы в норвежской «Волеренге», а затем он отправился в австрийский ЛАСК: в его системе защитник пробыл полгода.
После возвращения на родину, футболист играл за ряд клубов из элиты, при этом правами на него владел коллектив второй по силе лиги страны «Десампарадос». В январе 2022 года Фаэррону предлагали перейти во вторую команду «Лос-Анджелес Гэлакси», но защитник решил остаться в «Алахуэленсе», за который он на тот момент играл. Однако уже через месяц футболист отправился в годичную аренду в «Хам-Кам» из норвежской Элитсерии. В январе 2023 года заключил полноценный контракт с «Эредиано».

### В сборной
Фернан Фаэррон выступал за различные юниорские и молодежную сборную страны. В главную национальную команду впервые был вызван в октябре 2021 года, однако дебютировать за нее ему удалось почти через два с половиной года. 2 февраля 2024 года защитник впервые вышел на поле в составе костариканцев в товарищеском матче против Сальвадора (2:0).

## Достижения
- Чемпион Коста-Рики (1): 2020/21 (Инвиерно).